# Kool-Aid
 (octobre 2018).
Si vous disposez d'ouvrages ou d'articles de référence ou si vous connaissez des sites web de qualité traitant du thème abordé ici, merci de compléter l'article en donnant les références utiles à sa vérifiabilité et en les liant à la section « Notes et références ».
Kool-Aid est une marque d'un mélange pour boissons artificiellement aromatisées appartenant à la société Kraft Heinz.

## Historique

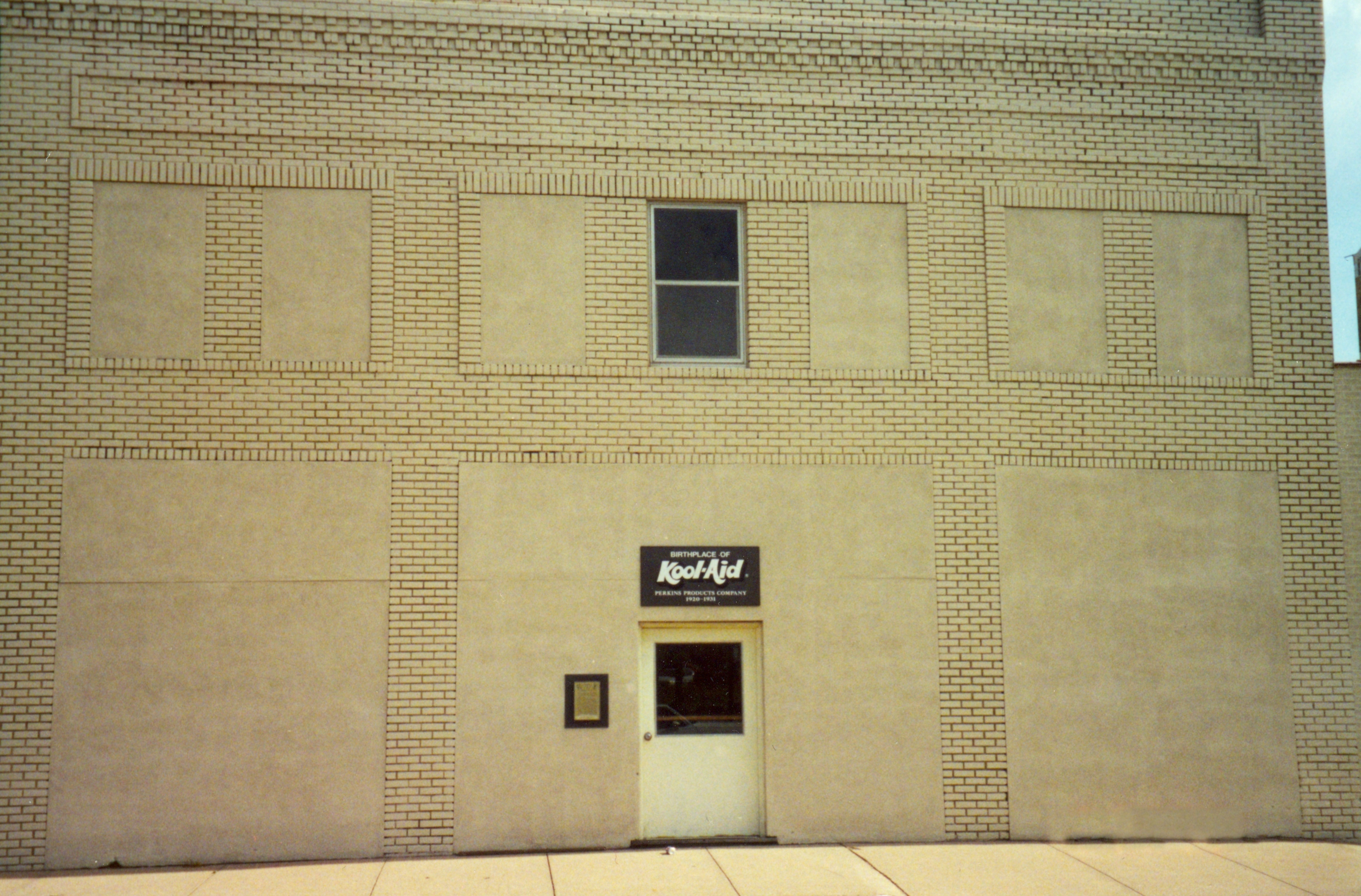
Bâtiment où le Kool-Aid a été inventé.

Kool-Aid a été inventé par Edwin Perkins (en) et son épouse Kitty à Hastings au Nebraska, États-Unis. Enfant, Edwin Perkins travaillait dans l'épicerie de ses parents où un ami lui a fait goûter du Jell-o (gelatine en poudre), un produit qui l'inspirera pour la création de Kool-Aid. Dès 12-13 ans, il commence à faire des produits à base de poudre de sa propre marque. Il se bâtit rapidement un réseau national de distribution de produits alimentaires et ménagers. L'un de ses best-sellers est le Fruit Smack, un concentré de fruits très bon marché. Pour gagner le marché de la grande distribution (d'alors), il transforme en 1927 le Fruit Smack en poudre pour faciliter sa distribution. Le Kool-Aid est né. Il l'appela d'abord Kool-Ade puis Kool-Aid. Le produit pénètre la grande distribution en 1928 et ses ventes explosent. Kool-Aid est un tel succès que, dès 1931, Edwin Perkins abandonne la production de tous ses autres produits.
Perkins a déplacé sa production à Chicago en 1931. En 1933, une innovation au niveau de l'emballage permet de baisser le prix de dix à cinq centimes, un prix qui restera le même pendant trente ans. Les sachets contiennent aussi des points que les consommateurs peuvent découper et réclamer des prix en échange.
Perkins vend Kool-Aid à General Foods en 1953. L'année suivante, une première version du Kool-Aid Man (une carafe de Kool-Aid avec des traits de visage) fait son apparition dans les publicités de la marque. En 1969, les autorités fédérales américaines banissent les sucrants au cyclamate, ce qui pousse General Foods à revoir la formule du Kool-Aid. En 1970, Kraft Foods rachète General Foods. La carafe de Kool-Aid devient le Kool-Aid Man. Au début des années 1980, à la suite de l'invention de l'aspartame, Kool-Aid ajoute le Kool-Aid « light » à son offre, une nouveauté qui augmente ses ventes de $150 millions dès sa première année.
En 1985, le producteur de cigarettes Philip Morris rachète General Foods et la marque Kool-Aid pour 5,6 milliards de dollars. Philip Morris focalise alors le marketing de Kool-Aid uniquement sur les enfants. La publicité est intensifiée et la mascotte Kool-Aid Man est créée. Les techniques de fidélisation des clients fumeurs de cigarettes sont appliquées aux enfants consommateurs de Kool-Aid. Sa part de marché sur les boissons sucrées est alors estimée à 20 %.
Dans les années 1990, les pickles baignés dans le Kool-Aid font leur entrée dans le folklore des États-Unis.
Hastings célèbre encore chaque année un festival d'été appelé Kool-Aid Days, le deuxième weekend d'août. C'est devenu le soda officiel du Nebraska en 1998.
En juin 2001, Philip Morris opère la scission de Kraft Foods (acquis en 1988) qui détient Kool-Aid. En 2002, le musée de Hastings au Nebraska inaugure la salle d'exposition permanente Kool-Aid.

## Kool-Aid Man
La mascotte de Kool-Aid, le Kool-Aid Man, est une grande cruche anthropomorphe remplie de gel de Kool-Aid (généralement de cerise, bien que d'autres parfums aient été utilisés). Elle est née peu de temps après l'achat de la marque par General Foods. Le slogan est Oh, yeah! (« Oh, ouais ! »).
Kool-Aid Man apparaît dans les publicités, et est aussi le héros d'une série de comics (une première bande-dessinée, The Adventures of Kool-Aid Man, sort en 1987 dans le cadre d'une campagne publicitaire), et de deux jeux vidéo portant son nom sur consoles Atari 2600 et Intellivision.
Dans les années 1990, plusieurs grands producteurs de produits alimentaires ciblant les enfants sont forcés de révéler leurs techniques de vente. Kool-Aid, propriété de Philip Morris depuis 1985, a appliqué les mêmes techniques publicitaires pour vendre ses cigarettes à la promotion de sa boisson (le Kool-Aid Man étant la version pour les enfants du Marlboro Man).

## Produit
Les saveurs courantes sont fraise, citron vert, framboise, ananas, raisin, citron et cerise.
En 2014, des chercheurs de l'Université d'État de Portland publient une étude dans The New England Journal of Medicine qui révèle que la boisson Kool-Aid partage les mêmes arômes artificiels que certains produits de consommation du tabac, et suggère que ce n'est pas un coïncidence. Cette proximité gustative entre les produits a été mise en place dans les années 1980 après le rachat de Kool-Aid par Philip Morris, et a été préservée dans les processus de production même après la cession par Philip Morris de Kool-Aid.

## Dans la culture populaire
Kool-Aid est devenu un nom générique pour l'ensemble des boissons aromatisées présentées en poudre. La marque Kool-Aid est cependant toujours une marque déposée aux États-Unis.

### ExpressionDrinking the Kool-Aid
L'expression provient du suicide collectif qui s'est produit en 1978 à Guyana à l'instigation de Jim Jones et pendant lequel la plupart des adeptes de la secte « Le Temple du Peuple » ont bu du Kool-Aid empoisonné. Une photo montre un coffre entrouvert avec, notamment, des paquets de Kool-Aid et les enquêteurs ont confirmé la présence de paquets de « Cool Aid » [sic]. En 1982, dans le film The Slumber Party Massacre de Amy Holden Jones, Valerie "Val" Bates prépare du Kool-Aid, en offre un verre à sa sœur et dit « As the famous Jim Jones once said: 'should have been drinking Kool-Aid' » (Comme le célèbre Jim Jones l'a dit : tu aurais dû boire du Kool-Aid). L'expression « Do not drink the Kool-Aid » (ne buvez pas le Kool-Aid) fait communément référence à la tragédie et signifie « Quoi qu'on vous dise, ne le croyez pas trop fort » ; elle a été abondamment utilisée par Bill O'Reilly, célèbre commentateur de Fox News. « Having drunk the Kool-Aid » (qui a bu le Kool-Aid) est appliqué à des adeptes fervents de certaines philosophies qui croient aveuglément dans les vertus de celles-ci.
L'expression a depuis été utilisée comme motif dans plusieurs chansons de musique populaire :
- « I'm drinking the Kool-Aid, I jumped on a grenade » est un passage du refrain de Wild One, une chanson du groupe punk californien Green Day sur l'album ¡Dos!
- « Drink the Kool-Aid, Don't drink the Kool-Aid » sont les paroles qui composent le titre Controversy de Natalia Kills, extrait de son album Trouble (2014).
- « I'm Jim Jones in your Kool-Aid » sont les paroles du titre Death Wish du trio Terror Jr (2017).
- « Koolaid » (2017) est le titre d'une chanson du groupe allemand de heavy metal Accept qui s'est également inspiré de l'expression pour les textes de la chanson faisant écho au suicide du Temple du Peuple et invitant chacun d'une façon plus générale, à cultiver son sens critique et à ne pas avaler tout ce qui se dit.
- « Kool-Aid » (2024) est le titre d'une chanson du groupe de Metalcore britannique Bring Me the Horizon critiquant les relations de forte manipulation interpersonnelles et de culte.

### Dans le milieu carcéral
Selon Gustavo "Goose" Alvarez, chef de prison et co-auteur du livre Prison Ramen: Recipes and Stories from Behind Bars, dans le milieu carcéral américain, les sachets de Kool-Aid sont une commodité d'échange au même titre que les rāmen instantanés et les cigarettes.

### Dans les œuvres de fiction
Dans la série télévisée Silicon Valley, le personnage d'Erlich Bachman était surnommé « Kool-Aid » à l'université car c'était un emmerdeur qui s'incrustait partout sans y être invité, tel Kool-Aid Man qui débarque en cassant les murs dans les publicités. Erlich est blessé quand il le découvre plusieurs années plus tard.
Dans la série Les Griffin (Family Guy), Kool-Aid Man apparaît dans plusieurs épisodes, traversant le mur d'un tribunal. En 2025, dans la série télévisée The Studio, le nouveau dirigeant du Continental Studios, Matt Remick, accepte de produire un film à la gloire du Kool-Aid mettant en scène la mascotte de la marque.

### Pages connexes
- Tang (marque)
- Jell-o